# Souk Lahad
Souk Lahad ou Souk El Ahad (arabe : سوق الأحد) est une ville oasis située à 15 kilomètres au nord-ouest de Kébili. Elle est se trouve dans la région du Nefzaoua sur l'axe reliant Tozeur à Kébili (à l'est du Chott el-Jérid).
Rattachée administrativement au gouvernorat de Kébili, elle est le chef-lieu d'une délégation et constitue en 2014 une municipalité de 18 905 habitants.
Elle s'est développée comme bourg agricole — souk lahad en arabe signifie « marché du dimanche » qui constitue le premier jour de la semaine dans le calendrier musulman — avant de connaître une légère industrialisation ainsi qu'un développement lié au tourisme saharien avec un hôtel de standing.